# Hymenolepis nana
Hymenolepis nana är en human parasitisk plattmask som upptäcktes första gången 1851 i Kairo. Den kallas ofta dvärgbandmask, men bör inte förväxlas med rävens dvärgbandmask. Viss förvirring råder kring namnskicket då Hymenolepis nana ibland beskrivs infektera såväl människor som gnagare. Det är dock en genetisk variant H. nana var. fraterna som endast infekterar gnagare. De genotyper av H. nana som infekterar människor kan som regel inte infektera gnagare. H. nana som infekterar människor orsakar sjukdomen hymenolepiasis.
H. nana tillhör fylum (stam) Platyhelminthes (plattmaskar) och klassen Cestoda (bandmaskar eller binnikemaskar). Arten är den vanligaste bandmasken hos människor och den enda som inte behöver en mellanvärd för att utvecklas till larv.

## Morfologi
H. nana mäter som vuxen mask 15–40 mm i längd och är cirka 1 mm bred. Det är den minsta av människans bandmaskar. Kroppen utgörs av cirka 200 segment, där varje segment har en egen reproduktiv struktur med såväl hanliga som honliga könsorgan. Huvudet och halsen är smala och masken i sin helhet är genomskinlig. Arten har likt andra bandmaskar inget traditionellt matspjälkningssystem utan absorberar näring från sin omgivning i människans tunntarm.
Äggen är ovala och cirka 30–47 µm långa. Ytterst har äggen ett tunt lager och innanför ett tjockare lager med polära förtjockningar där fibrer finns.

## Spridning och livscykel
Hymenolepis nana infekterar miljoner människor världen över, främst i utvecklingsländer och barn under 10 år. En genetiskt variant av arten, H. nana var. fraterna, har gnagare, speciellt möss och råttor, som slutvärd. Fraterna-maskarna infekterar dock inte människor.
År 1999 beräknades 50–75 miljoner människor vara värdar för H. nana. Argentina toppar listan, tätt följt av Sicilien. Hymenolepis nana är en av de vanligaste parasiterna hos människan och varierar i utbredning mellan 1 % av befolkningen i USA och 9 % i Argentina, med en medelförekomst på 4 %. Parasiten är vanligast i utvecklingsländer och då främst i tempererade områden med hög befolkningstäthet.
H. nana kan smitta mellan människor, genom så kallad fekal-oral överföring och kräver alltså ingen mellanvärd. Äggen sprids med värdens avföring och kan överleva upp till 10 dagar efter att de har lämnat värden. En ny värd blir smittad genom till exempel förtäring av smittad föda, förtäring av mellanvärden mjölbaggen som lever av och i spannmål samt som en följd av bristande handhygien. Äggen sprids främst mellan yngre barn till följd av dålig handhygien. Spridningsvägen innebär att flera i samma familj som regel är infekterade och därför bör behandlas samtidigt.

### Livscykel

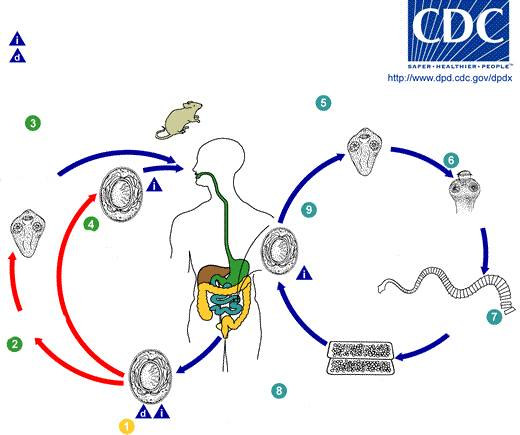
Dvärgbandmaskens livscykel:
1. Befruktade ägg i avföring.
2. Ägg intas av mjölbaggar och det utvecklas cysticercoider.
3. Människor och gnagare infekteras när de får i sig infekterade skalbaggar.
4. Befruktade ägg som intas av människan genom att de finns i mat, vatten eller på händerna.
5. Larverna utvecklas i villi i tarmsystemet.
6. H. nanas främre ände med sugkoppar.
7. Vuxen individ i sektioner i tarmkanalen.
8. Äggen kan frigöras via genitala öppningar från de olika reproduktiva segmenten i masken samt äggen kan utsöndras via avföringen.
9. Autoinfektion kan ske om äggen blir kvar i tarmkanalen. Äggen utvecklas till embryon vilka penetrerar villi i tarmkanalen och cykeln börjar om.

Äggen utvecklas till larver antingen i en mellanvärd (mjölbaggar) eller i slutvärden (människa, gnagare) och sedan till vuxna individer i slutvärden. Vanligast är att äggen sprids fekalt-oralt och inte via infekterade livsmedel eller genom förtäring av mellanvärdar.
När äggen når tunntarmen frigörs de från sina omslutande membran och övergår efter fyra dagar till larvstadium, så kallad Cerocystis. Larverna släpper från värdens tarmludd, penetrerar och fäster till tarmslemhinnan, med hjälp av sina fyra muskulösa sugnappar. Efter 14–21 dagar har larven utvecklats till en könsmogen, vuxen bandmask.  En vuxen mask kan leva i fyra till sex veckor.
De senaste åren har förekomsten av parasiten ökat i Europa. Orsaken tros vara den ökade invandringen från länder med hög andel smittade människor, till exempel Sydafrika, Marocko och Sydamerika. Vetenskapliga studier visar även på att färska livsmedel, importerade från hårt drabbade länder kan sprida smittan.

## Sjukdom
H. nana orsakar infektionssjukdomen hymenolepiasis hos människor.

### Symptom
Människor med normalt god hälsa får vanligen inga symptom av infektionen. Äldre och sjuka individer med nedsatt allmäntillstånd kan uppleva symptom såsom diarré, buksmärtor, huvudvärk, yrsel och anorexi. Personer som infekterats av ett stort antal parasiter kan uppleva tarmbesvär. Infekterade barn kan även uppvisa symptom i form av bristande aptit. Dödsfall har inte rapporterats till följd av H. nana.
Arten kan även orsaka autoinfektion, vilket innebär att äggen övergår till larver och senare vuxna individer utan att lämna värden. Följden blir att värden får många parasiter samtidigt och därmed kraftiga symptom. Vid autoinfektion kan sjukdomen bestå i flera år.

### Diagnos och förebyggande
Diagnostisering kan ske genom att mikroskopiskt påvisa förekomsten av ägg i avföring.
Förebyggande av smitta sker främst genom förbättrad sanitet och bättre personlig hygien.
Enligt smittskyddslagen är sjukdomen inte anmälningspliktig.